# 死后生命
死後生命（英語：afterlife、life after death 或 the world to come 等），有時被稱作來世，是指個體的個人身份或意識的重要組成部分在肉體死亡後仍然存在的概念。 根據這類想法，死後倖存的部分可能是保留個人身份的靈魂或精神等；涅槃等概念可能與之相對。對該概念的信念，可以是自然主義的或超自然的，與死後遺忘的信仰形成對比。證據指出意識仰賴大腦，且不支持量子意識，更無證據指出人類的意識在死後可能繼續存在。
在某些觀點中，這種存在往往發生在精神領域。在另一種流行的觀點中，這個人重生在今世，從頭開始生命週期，可能不記得他前世做了什麼。根據後一種觀點，這種重生和死亡會不斷發生，直到個人進入精神領域。有關的重要觀點可以在宗教、神秘主義和形而上學中找到。
根據一些信仰體系，例如亞伯拉罕傳統，死者在死後會根據他們在世時的行為和信仰，由上帝或其他神聖審判決定，在死後進入特定的存在層次。相比之下，在輪迴系統中，如在多種印度宗教中，直接取決於個人前世的行為，而不是其他神靈的決定。 
死後生命的問題是一個哲學、宗教和靈性主題。有多種方法可以回答這些問題，包括： 
- 拒絕：隨著死亡，人類個體的存在結束。死者不會作為一個主體繼續存在；只有在比喻的意義上繼續生活，作為在人類同胞的記憶中繼續存在。[2] 拒絕死後生存的一個特例是完全死亡理論（德語：Ganztodtheorie），這是基督教神學學說，根據該學說，死亡可能會結束人類的整個存在，但可以期待未來的復活。[3]
- 假設來世被認為是最終狀態。在許多宗教中，地球上的人類生活被分為不同階段。人死後，最終轉變為另一種存有狀態（接續生活在冥界、來世、復活、天堂、長生不老、地獄、靈薄獄等）。
- 輪迴：根據一些接受重生的模型，人類的精神部分，即其靈魂，在身體死亡後倖存下來。這部分是個性的載體。他後來出現在另一個身體裡。有許多化身（incarnations）。

## 研究
除了宗教信仰外，不少人均聲稱有瀕死經驗，看到自己瀕死前如何被接上天堂，或看見自己的親友，或看到醫護人員在拯救自己等，一些人也有靈魂出體經驗。有些人有通靈經驗，聲稱可與神靈或靈界對話，並聲稱靈界說來世。一些人聲稱有前世記憶，另外一些心理學家也嘗試以催眠等記憶回溯方式進行前世回溯，也有一些學者嘗試進行輪迴研究。還有一些人聲稱有其他的宗教經驗、成功靠信仰治療危疾、超自然經驗、或神秘經驗，這一般被學者歸入為超心理學的研究領域中。